# Banda larga
La locuzione banda larga (dal termine inglese broadband), nel campo delle telecomunicazioni e informatica, indica generalmente la trasmissione e ricezione di dati informativi, inviati e ricevuti simultaneamente in maggiore quantità, sullo stesso cavo o mezzo radio grazie all'uso di mezzi trasmissivi e tecniche di equalizzazione per trasmissione che supportino e sfruttino un'ampiezza di banda superiore ai precedenti sistemi di telecomunicazioni detti invece a banda stretta (narrowband).

## Descrizione
Nell'ambito della teoria dei segnali questo termine è usato per indicare i metodi che consentono a due o più segnali di condividere la stessa linea trasmissiva.
Nella legislazione italiana ed europea manca una definizione ufficiale di banda larga. Tuttavia la Commissione europea usa il termine Banda larga in un'altra accezione cioè come sinonimo di connessione alla rete Internet più veloce di quella assicurata da un normale modem analogico dial-up. Essa è di fatto un concetto tipicamente relativo dei nuovi sistemi di telecomunicazione rispetto ai precedenti oppure assoluto se si paragonano tra loro i più evoluti sistemi di telecomunicazione (es. wireless o cablati).
In questo senso la più tipica banda larga sarebbe quella assicurata dalla connessione tramite fibre ottiche. Pur tuttavia con tale espressione si può intendere anche la banda dei sistemi mobili di telecomunicazioni (es. cellulari e smartphone) di terza generazione (3G) con accesso alla rete Internet rispetto a quelli di seconda generazione (2G) (wireless broadband o banda larga radiomobile), i quali tutti hanno comunque un'ampiezza di banda inferiore rispetto alle reti cablate in fibra ottica specie in un contesto di banda totale condivisa tra molti utenti. In tale accezione l'evoluzione dei sistemi cablati viaggia ora verso la cosiddetta banda ultralarga (ultrabroadband) grazie all'avvento delle Next Generation Network.

## Il termine nell'uso comune
A volte questa espressione è usata come sinonimo di una linea Adsl: più precisamente, vari tipi di linee DSL sono considerate a "banda larga" nel senso che i dati e la voce sono trasmessi su canali differenti (in pratica, generalmente su bande di frequenza differenti), ma usando lo stesso doppino, ma tale identificazione non corrisponde, come sopra detto, all'uso operato nei documenti ufficiali a livello europeo e nemmeno all'uso dei primi operatori del settore. Data la definizione iniziale, si può scoprire che anche i modem analogici che operano ad una velocità superiore a 600 bit/s sono tecnicamente a banda larga, visto che il numero di segnali inviati per secondo (i baud) è inferiore al numero di bit trasmessi sempre per secondo, o se si preferisce a ogni segnale corrisponde più di un bit. Ad esempio, un modem a 2400 bit/s usa quattro canali a 600 baud.
Telecom Italia è soggetta all'obbligo di servizio universale, che non prevede un collegamento a banda larga obbligatorio per tutti gli utenti.
La rete italiana in doppino in rame è stata completata intorno agli anni '60. Una rete del genere richiede costosi oneri di manutenzione, per garantire la continuità del servizio telefonico, imposta per legge. Alcuni esempi: il cavo in rame richiede drenaggio se è interrato e in zone umide, riparazioni a causa di fulmini e spellamenti dovuti alle intemperie se è posto in superficie.
La fibra ottica ha invece il grande vantaggio di funzionare anche in queste condizioni. Una modulazione con ADSL del segnale, su doppino o su fibra, garantisce un buon servizio anche se nei piccoli centri si guastano una decina delle 50 coppie di doppini che devono servire il centro abitato.
Gli oneri di manutenzione della rete in doppino, in un certo senso, devono essere contrapposti a quelli di costruzione (o ammodernamento) delle centrali telefoniche con cablaggio in fibra ottica, che però non richiede in pratica nessuna manutenzione, né preventiva né a guasto.

### Confusione nell'uso
Con l'aumento delle velocità di trasmissione possibili, però, il termine ha iniziato a significare "alta velocità"; ormai un modem a 56 Kb/s, che formalmente trasmette a banda larga, viene definito "narrowband" (cioè a banda stretta), per non parlare dei modem a 9600 bit/s, anch'essi a banda larga secondo la definizione tecnica.
Il concetto di banda larga è quindi un concetto sempre relativo e in continua evoluzione con l'avanzamento tecnologico di reti di telecomunicazione e relativi dispositivi: vengono infatti etichettate in tal modo diversi tipi di connessioni ad Internet a velocità di trasmissione anche molto diverse tra loro (2 Mbit/s, 4 Mbit/s, 8 Mbit/s e così via), ma generalmente tutte sopra il Mbit/s, ciascuna sponsorizzata a banda larga (ovvero più larga) rispetto alla precedente.
La raccomandazione I.113 (06/97) del Telecommunication Standardization Sector dell'ITU (ITU-T) ha definito la banda larga come una capacità trasmissiva maggiore del primary rate ISDN, cioè 1.5 (negli USA) o 2 Mbit/s in Europa. Tuttavia velocità di trasmissione già a partire da 256 kbit/s e maggiori sono comunemente vendute come "banda larga", almeno dai fornitori di servizi internet.
Un caso a parte è invece la cosiddetta banda ultralarga ovvero banda che raggiunge i 30, 50, 100, o addirittura 300 Mbit/s nella rete di accesso fino all'utente tipica delle next generation network.

### Multiplazione
Le comunicazioni possono simultaneamente utilizzare un certo numero di canali fisici distinti: in questo caso si parla propriamente di multiplazione per accesso multiplo. Tali canali possono essere distinti perché sono separati l'un l'altro nel tempo (multiplazione per divisione di tempo, o TDMA: il sistema utilizzato ad esempio nei telefoni GSM), nelle frequenza portante (multiplazione in divisione di frequenza, FDMA, oppure multiplazione in divisione di lunghezza d'onda, WDM), oppure nel metodo di accesso (multiplazione per codice, o CDMA: il sistema utilizzato nei telefonini di seconda generazione negli USA). Ciascuno dei canali in cui è stato suddiviso quello totale è per definizione narrowband (perché non sta utilizzando tutta la banda del mezzo), mentre se consideriamo l'insieme dei canali come un tutt'uno lo possiamo descrivere come banda larga.

## Importanza della banda larga
In ambito tecnico telecomunicazionistico, la velocità di trasmissione in termini di bit-rate è proporzionale alla banda B di trasmissione del canale e decade con la distanza a causa della degradazione del SNR per effetto dell'attenuazione del segnale utile e dell'incremento del rumore introdotto dal canale stesso. Avere una banda B di trasmissione più larga consente dunque una riduzione di questo problema in ricezione ovvero una maggiore velocità di trasmissione o connessione.
La diffusione della banda larga è considerata un fattore di crescita economica e occupazionale di un Paese in quanto in grado di ridurre il cosiddetto divario digitale.
Una velocità minima di connessione è un requisito tecnico irrinunciabile per la diffusione di alcuni servizi quali: telelavoro, telemedicina, IPTV, teleconferenza, videochiamata, l'avvio di un'attività a distanza.
La disponibilità di una connessione a banda larga è praticamente indispensabile in qualunque sede di lavoro che richieda un'interazione via Internet con l'esterno. Le Intranet aziendali normalmente già dispongono di collegamenti ad alta velocità, comunque ottenibili con investimenti propri dell'azienda. La disponibilità di una connessione Internet veloce dipende, invece, da decisioni di investimento di terzi, del proprio fornitore.
In presenza di una connessione lenta, diventano problematiche operazioni quotidiane come l'invio di un file di alcuni megabyte o l'apertura di una pagina Internet che non contiene solo testo. Le aziende non servite dalla banda larga subiscono una perdita di produttività, legata al tempo richiesto per svolgere attività che impegnano molto meno i concorrenti serviti da una connessione veloce.
A frenare gli operatori nel portare la banda larga e ultralarga ovunque nella rete di accesso e progressivamente estenderne l'ampiezza sono però i costi elevati di investimento, spesso non sostenibili, cioè non giustificati da adeguati ritorni economici in termini di redditività per l'operatore stesso, come accade ad esempio in zone scarsamente abitate.

### Dibattito
Mentre è quasi unanime il consenso sulla banda larga radiomobile prevista per i prossimi sistemi radiomobili cellulari di quarta generazione (es. LTE) per evitare il "collasso" della rete mobile a causa della saturazione della banda complessiva con l'aumentare del numero di utenti contemporaneamente connessi e i servizi radiomobili sempre più pesanti, e per la banda larga cablata nei territori non ancora coperti (nel 2011 circa 6% della popolazione), recentemente si è invece aperto e ampliato il dibattito sull'utilità o meno della banda ultralarga per sistemi e reti cablate cioè con ampiezza di banda tali da offrire velocità di trasmissione intorno ai 100 Mbit/s specie in relazione alla realizzazione delle cosiddette Next Generation Network (NGN) cioè reti ad alta velocità grazie alla cablatura in fibra ottica nella rete di accesso con implementazione fisica di tipo FTTx.
A fine 2011, a molte aziende italiane servirebbero 20, 30, o addirittura 100 megabit, tra queste, le più dinamiche e innovative, che abbiano forti partnership in Italia e con l'estero. Ne hanno meno bisogno, di contro, quelle che producono oggetti a basso contenuto tecnologico, più locali. Ma anche per esse la banda larga comincia a essere un'esigenza, secondo la convinzione che "più banda migliora la produttività".
Diversa è la posizione degli operatori del settore. Alcuni sostengono infatti l'inadeguatezza di tali investimenti a fronte di un mercato dei servizi web che non richiede attualmente servizi a banda così alta, altri invece sostengono comunque l'opportunità di un investimento simile con ritorni economici nel lungo periodo, nonché come possibile motore di crescita economica, con il possibile probabile sviluppo di nuovi più evoluti servizi a favore dell'utente.
Gli stessi operatori che dovrebbero investire sulla realizzazione della rete a banda ultralarga richiedono un ritorno dell'investimento ovvero una convenienza economica che risulterebbe invece molto più a favore delle grandi reti o fornitori di servizi di rete (Google, YouTube, Facebook, Twitter ecc...) sollevando così il problema della cosiddetta neutralità della rete o meno.
Attualmente per soddisfare i servizi più evoluti e pesanti in termini di banda per l'utente privato come l'IPTV o la Web Tv ad alta definizione (HD) basterebbero all'incirca 20-30 Mbit/s per utente (realizzabile con sistemi VDSL) a meno di più apparati hardware di rete contemporaneamente connessi per detti servizi a casa dell'utente stesso.
Considerando il forte investimento economico necessario da parte dell'operatore o fornitore di connettività per tali tipologie di rete, quello che appare dunque più ragionevole fare è portare la fibra ottica nella rete di accesso progressivamente fino all'utente, e quindi aumentare progressivamente la velocità di trasmissione offerta, in funzione delle effettive richieste in termini di nuovi servizi offerti/richiesti, sebbene ciò comporti anche un progressivo e parallelo riammodernamento degli apparati di trasmissione lungo la linea di accesso dell'utente.

## Legislazione
La banda larga è stata dichiarata servizio universale per la prima volta al mondo in Finlandia nel 2005, e in seguito in Spagna e Svizzera.
La dichiarazione di servizio universale specifica una banda minima e un throughput medio di connessione, oggettivamente misurabile, che deve essere fornito a ogni utente. Non indica invece la tecnologia (hardware, standard trasmissivo in termini di frequenze e potenza in antenna della portante, e protocollo di rete) con la quale il servizio deve essere fornito, che sarà: cavo (estensione delle DSL), soluzione mobile (HSDPA/UMTS), soluzione senza fili (WADSL); banda larga satellitare, riunione di coppie ISDN, a scelta dell'operatore.
La normativa rispetta in questo senso il principio di neutralità tecnologica previsto dal diritto antitrust dell'Unione Europea.
Bisogna puntualizzare che non esiste una normativa che impone un servizio universale a banda larga via cavo, che resta comunque la soluzione che fornisce la maggiore stabilità per la connessione per una banda costante in download (non necessariamente, invece, la maggiore velocità di download).
Il Giappone detiene il primato mondiale della copertura del territorio e della velocità media di connessione. Ha realizzato l'intervento pubblico più consistente al mondo per la diffusione della banda larga.

### La situazione in Italia
Il 3 marzo 2015, il Governo italiano ha approvato la “Strategia Italiana per la banda ultralarga” con l'obiettivo di coprire, entro il 2020, l’85% della popolazione con infrastrutture in grado di veicolare servizi a velocità pari e superiori a 100Mbps, garantendo al contempo al 100% dei cittadini l’accesso alla rete internet ad almeno 30Mbps. Il piano è finanziato con 3,5 miliardi di € del “Fondo Sviluppo e Coesione” e 1,8 miliardi di € provenienti da programmi operativi regionali e nazionali 2014-2020. I primi due bandi sono stati aggiudicati ad Open Fiber, società partecipata di “Cassa Depositi e Prestiti” e “Enel”. A maggio 2018 risulta coperto il 71% del totale.
L’Italia, tuttavia, risulta però essere ancora in parecchio ritardo nella copertura totale e stabile della banda ultralarga e questo ritardo si è sentito soprattutto durante la pandemia di COVID-19, che ha costretto molte istituzioni, aziende, persone e famiglie a sperimentare il lavoro da casa via internet e la Didattica a distanza, con disagi nelle aree meno servite.
Secondo i dati Agcom, al 2023 l'83% delle 18.7 mln di linee a banda larga aveva raggiunto una velocità superiore ai 30 Megabit/secondo, mentre la quota di quelle che avevano una velocità superiore ai 100 Megabit era salita dal 33.3% del 2019 al 69.3% del 2023.